# HAPPY♡ANNIVERSARY
HAPPY♡ANNIVERSARY（ハッピーアニバーサリー）は、「あなたの毎日を記念日に」をコンセプトに2015年9月13日池袋RUIDO K3 『HAPPY♡ANNIVERSARY VoL1』にて始動したライブを中心に活動する日本の女性アイドルグループ、ダンスボーカルグループである。2021年7月11日、新宿clubSCIENCEで行われたワンマンライブ「HAPPY♡ANNIVERSARY FINAL LIVE LAST♡ANNIVERSARY ~僕たちの軌跡~」にて解散。

## 略歴

### 2015年
- 2015年7月11日、中山みなみ（元RT★J．元jewel*mariee）、藤本あかり(藤本朱莉)、小川まみ（元RT★J）で結成。試動期間として「ハピアニ」名義で神田MIFA『Idol Frontier VoL１』から試動開始。[1]
- 2015年9月13日、HAPPY♡ANNIVERSARY始動主催ライブ『HAPPY♡ANNIVERSARY VoL1 』にてHAPPY♡ANNIVERSARYとしての活動を開始。
- 2015年11月7日、1stシングル 「君にHappy Birthday／始まりのhappyend 〜幸せを願って〜」を発売。

### 2016年
- 千葉テレビ『応援美女子』4月度オープニングテーマ曲に「HAPPY♡ANNIVERSARY」が採用。
- 2016年4月2日、2ndシングル「HAPPY♡ANNIVERSARY／ユメイング」を発売。
- 2016年9月13日、中野坂上 S.U.B TOKYOにて1周年ワンマンライブ「ハピアニの日～HAPPY1stANNIVERSARY～」開催。
- 2016年9月13日、3rdシングル「Happiness ～記念日のはじまり～／強がりを愛して」を発売。

### 2017年
- 2017年5月26日、渋谷RUIDO K2  HAPPY♡ANNIVERSARY主催ライブ『小川まみ卒業ライブ』にて小川まみが卒業。[2]
- 2017年6月18日、新宿DDPシアター HAPPY♡ANNIVERSARY&Sガール主催ライブ2部『神田える 生誕祭〜本祭〜』にて神田えるが加入。
- 2017年9月13日、音楽ダウンロードカードのMカードで「飛んじゃってYELL!!」を発売。

### 2018年
- 2018年1月5日、新宿clubSCIENCE HAPPY♡ANNIVERSARY主催ライブ『NewYearHappyParty2018』にて、来栖まりや、望月こころが加入発表（お披露目は1月30日）。
- 2018年3月25日、髙貴ひよりが加入。
- 2018年4月8日、4thシングル「大好きな君と、聖なる夜／冬花火」を発売。
- 2018年6月5日、来栖まりやが卒業。
- 2018年7月10日、望月こころが卒業。
- 2018年9月25日、5thシングル「届け♡I LOVE YOU／Endless Party」を発売。オリコン初登場デイリー6位、オリコンインディーズウィークリー初登場5位、オリコンウィークリー初登場43位。
- 2018年12月26日、6thシングル「今日は私があなたの世界に落ちちゃった日／キミイコール」をユニバーサルミュージックより発売。[3]

### 2019年
- 2019年9月11日、7thシングル「月曜日なんか来なきゃいいのに」でユニバーサルミュージックよりメジャーデビュー。
- 2020年11月21日、神田えるが卒業。

### 2020年
- 2020年3月30日、現メンバーの卒業公演となる「HAPPY♡ANNIVERSARY　1stシーズンLAST LIVE 【 LAST♡ANNIVERSARY〜僕たちの軌跡〜 】 」が新型コロナウィルス感染症の感染拡大の影響で公演中止。

### 2021年
- 2021年7月11日、新宿clubSCIENCE HAPPY♡ANNIVERSARY主催ライブ「HAPPY♡ANNIVERSARY FINAL LIVE LAST♡ANNIVERSARY ~僕たちの軌跡~」にて全メンバー卒業、解散。

## メンバー
| メンバー   | メンバー       | メンバー   | メンバー | メンバー      | メンバー | メンバー |
| 名前       | よみ           | 愛称       | 誕生日   | 加入日        | 出身地   | 備考 |
| ---------- | -------------- | ---------- | -------- | ------------- | -------- | --- |
| 中山みなみ | なかやまみなみ | みなな     | 12月23日 | 2015年9月13日 | 茨城     | 元RT★Jメンバー、元jewel*marieeのリーダー。 解散後、HAPPY♡ANNIVERSARYを立ち上げる                                                          |
| 藤本あかり | ふじもとあかり | あーちゃん | 2月3日   | 2015年9月13日 | 静岡     | HAPPY♡ANNIVERSARYへ加入後、シンガーソングライターとしてソロ活動をしている。 2019年5月11日のソロワンマンにて藤本朱莉から藤本あかりへ改名。 |
| 神田える   | かんだえる     | えるちゅ   | 6月6日   | 2017年6月18日 | 北海道   | ユニット・ソロ活動を経て、同事務所の女性グループアイドル「Sガール」に加入。 その後HAPPY♡ANNIVERSARYへ加入。                               |
| 髙貴ひより | たかぎひより   | ぴよりん   | 4月23日  | 2018年3月25日 | 大阪     | 元ATHENA。 引退後、活動休止期間を経て復活し、HAPPY♡ANNIVERSARY加入。                                                                      |

## 楽曲関連

### 楽曲
|    | 公開日         | タイトル                               | 収録CD名                                              | 作詞・作曲・編曲等                                   | 振付                   |
| 1  | 2015年9月13日  | HAPPY♡ANNIVERSARY                      | HAPPY♡ANNIVERSARY／ユメイング                         | 作詞・作曲：藤本朱莉、編曲：斎藤悠弥                 | 藤本朱莉               |
| 2  | 2015年9月13日  | 君にHappy Birthday                     | 君にHappy Birthday／始まりのhappyend 〜幸せを願って〜 | 作詞・作曲：中山みなみ、編曲：斎藤悠弥、小林大地     | 藤本朱莉               |
| 3  | 2015年9月13日  | 始まりのhappyend 〜幸せを願って〜      | 君にHappy Birthday／始まりのhappyend 〜幸せを願って〜 | 作詞・作曲：藤本朱莉、編曲：松井俊介、斎藤悠弥       | 藤本朱莉               |
| 4  | 2015年12月19日 | ユメイング                             | HAPPY♡ANNIVERSARY／ユメイング                         | 作詞・作曲：藤本朱莉、編曲：斎藤悠弥                 | 藤本朱莉               |
| 5  | 2016年4月2日   | Happiness ～記念日のはじまり～         | Happiness ～記念日のはじまり～／強がりを愛して        | 作詞・作曲：中山みなみ、編曲：s-tressure             | 藤本朱莉               |
| 6  | 2016年9月13日  | 強がりを愛して                         | Happiness ～記念日のはじまり～／強がりを愛して        | 作詞・作曲：藤本朱莉、編曲：宇佐美宏                 | 藤本朱莉               |
| 7  | 2016年9月13日  | 幻想リアルストーリー                   |                                                       | 作詞・作曲：中山みなみ、編曲：宇佐美宏               | 藤本朱莉               |
| 8  | 2016年9月13日  | 僕達の合図                             |                                                       | 作詞・作曲：藤本朱莉、編曲：中山みなみ               |                        |
| 9  | 2016年12月22日 | 精一杯のハートマーク                   | 届け♡I LOVE YOU／Endless Party                        | 作詞・作曲：中山みなみ、編曲：天宮コージー、Gu：YUKI | 藤本朱莉               |
| 10 | 2017年2月5日   | サヨナラHURRAY☆                        | 大好きな君と、聖なる夜／冬花火                        | 作詞・作曲：藤本朱莉、編曲：宇佐美宏                 | 藤本朱莉               |
| 11 | 2017年3月12日  | アイタイミチシルベ                     | 大好きな君と、聖なる夜／冬花火                        | 作詞・作曲：中山みなみ、編曲：宇佐美宏               | 藤本朱莉               |
| 12 | 2017年9月13日  | 飛んじゃってYELL!!                     | 届け♡I LOVE YOU／Endless Party                        | 作詞・作曲：藤本朱莉、編曲：BLINE                    | 藤本朱莉               |
| 13 | 2017年12月23日 | 大好きな君と、聖なる夜                 | 大好きな君と、聖なる夜／冬花火                        | 作詞・作曲：中山みなみ、編曲：宇佐美宏               | 藤本朱莉               |
| 14 | 2018年2月3日   | 冬花火                                 | 大好きな君と、聖なる夜／冬花火                        | 作詞・作曲：藤本朱莉、編曲：宮川麿                   | 藤本朱莉               |
| 15 | 2018年8月14日  | 届け♡I LOVE YOU                        | 届け♡I LOVE YOU／Endless Party                        | 作詞・作曲：中山みなみ、編曲：斎藤悠弥               | 藤本朱莉               |
| 16 | 2018年9月8日   | Endless Party                          | 届け♡I LOVE YOU／Endless Party                        | 作詞・作曲：藤本朱莉、編曲：BLINE                    | 藤本朱莉、髙貴ひより   |
| 17 | 2018年11月23日 | 今日は私があなたの世界に落ちちゃった日 | 今日は私があなたの世界に落ちちゃった日／キミイコール  | 作詞・作曲：藤本朱莉、編曲：宮川麿                   | 藤本朱莉               |
| 18 | 2018年12月15日 | キミイコール                           | 今日は私があなたの世界に落ちちゃった日／キミイコール  | 作詞・作曲：中山みなみ、編曲：宇佐美宏               | 髙貴ひより             |
| 19 | 2019年8月28日  | 月曜日なんか来なきゃいいのに           | 月曜日なんか来なきゃいいのに                          | 作詞・作曲：藤本あかり、編曲：宮川麿                 | 藤本あかり、髙貴ひより |
| 20 | 2019年9月11日  | マリオネット                           | 月曜日なんか来なきゃいいのに                          | 作詞・作曲：中山みなみ、編曲：田中潤也               | 藤本あかり、髙貴ひより |
| 21 | 2019年9月11日  | 僕たちの願い                           |                                                       | 作詞：ハピアニ、作曲：藤本朱莉                       |                        |

### シングル
|   | 発売日         | タイトル                                              | 収録曲                                                                | 企画品番  | 制作者 |
| 1 | 2015年9月13日  | 君にHappy Birthday／始まりのhappyend 〜幸せを願って〜 | 君にHappy Birthday 始まりのhappyend 〜幸せを願って〜                  | AME-0013  | 作詞・作曲：中山みなみ、編曲：斎藤悠弥、小林大地 作詞・作曲：藤本朱莉、編曲：松井俊介、斎藤悠弥                                                                 |
| 2 | 2016年4月15日  | HAPPY♡ANNIVERSARY／ユメイング                         | HAPPY♡ANNIVERSARY ユメイング                                          | AME-0015  | 作詞・作曲：藤本朱莉、編曲：斎藤悠弥 |
| 3 | 2016年9月13日  | Happiness ～記念日のはじまり～／強がりを愛して        | Happiness ～記念日のはじまり～ 強がりを愛して                         | KOS-0001  | 作詞・作曲：中山みなみ、編曲：s-tressure 作詞・作曲：藤本朱莉、編曲：宇佐美宏                                                                                   |
| 4 | 2018年4月8日   | 大好きな君と、聖なる夜／冬花火                        | 大好きな君と、聖なる夜 冬花火 サヨナラHURRAY☆ アイタイミチシル        | KOS-0003  | 作詞・作曲：中山みなみ、編曲：宇佐美宏 作詞・作曲：藤本朱莉、編曲：宮川麿 作詞・作曲：藤本朱莉、編曲：宇佐美宏 作詞・作曲：中山みなみ、編曲：宇佐美宏           |
| 5 | 2018年9月25日  | 届け♡I LOVE YOU／Endless Party                        | 届け♡I LOVE YOU Endless Party 精一杯のハートマーク 飛んじゃってYELL!! | KOS-0005  | 作詞・作曲：中山みなみ、編曲：斎藤悠弥 作詞・作曲：藤本朱莉、編曲：BLINE 作詞・作曲：中山みなみ、編曲：天宮コージー、Gu：YUKI 作詞・作曲：藤本朱莉、編曲：BLINE |
| 6 | 2018年12月26日 | 今日は私があなたの世界に落ちちゃった日／キミイコール  | 今日は私があなたの世界に落ちちゃった日 キミイコール                   | UICZ-5104 | 作詞・作曲：藤本朱莉、編曲：宮川麿 作詞・作曲：中山みなみ、編曲：宇佐美宏                                                                                       |
| 7 | 2019年9月11日  | 月曜日なんか来なきゃいいのに                          | 月曜日なんか来なきゃいいのに マリオネット                             | UICZ-5115 | 作詞・作曲：藤本あかり、編曲：宮川麿 作詞・作曲：中山みなみ、編曲：田中潤也                                                                                     |

### Mカード
| 発売日        | タイトル           | 収録曲                                                                                      | 備考                               |
| 2017年9月13日 | 飛んじゃってYELL!! | 飛んじゃってYELL!! HAPPY♡ANNIVERSARY 始まりのhappyend 〜幸せを願って〜 幻想リアルストーリー | 2018年9月13日 ダウンロード期限終了 |